# Bernd Sachse
Bernd Sachse (* 22. August 1955 in Krumhermersdorf; † Mai 1999) war ein deutscher Fußballspieler in der DDR-Oberliga, der obersten Spielklasse des DDR-Fußballverbandes. Dort spielte er für den FC Karl-Marx-Stadt. Sachse war mehrfacher Nachwuchsnationalspieler.

## Sportliche Laufbahn
Sachse begann als zehnjähriger Fußballspieler bei der heimatlichen Betriebssportgemeinschaft (BSG) Fortschritt Krumhermersdorf. Er spielte in der Bezirks-Jugendauswahl, mit der er 1972 bei der Kinder- und Jugendspartakiade den 3. Platz erreichte. Anschließend delegierte ihn die BSG zum regionalen Fußballschwerpunkt FC Karl-Marx-Stadt, wo er zunächst in der Junioren-Oberliga spielte. Im Frühjahr 1974 wurde Sachse in zwei Länderspielen der Junioren-Nationalmannschaft aufgeboten.
Am 22. Spieltag der Oberliga, dem 16. März 1974, wurde er erstmals in einem Punktspiel der 1. Mannschaft eingesetzt. In der Partie Chemie Leipzig – FCK (2:2) wurde er in der 2. Halbzeit für den verletzten Frank Sorge eingewechselt. In der 85. Minute erzielte er mit dem 2:2-Endstand zugleich sein erstes Oberligator. Während er 1973/74 insgesamt drei Oberligapunktspiele bestritt, kam er in der folgenden Spielzeit 1974/75 bereits 23-mal in der Oberliga zum Einsatz, in denen er als etatmäßiger Linksaußenstürmer vier Tore schoss. Am 27. November 1974 bestritt er in der Begegnung DDR-U-23 – Ungarn sein erstes von 17 Nachwuchsländerspielen. Sechs Tore erzielte Sachse in der Oberligasaison 1975/76 und wurde damit Torschützenkönig des FCK. Während der Rückrunde wechselte er von der linken Sturmseite in das Angriffszentrum. Auch 1976/77 spielte Sachse abwechselnd links oder in der Sturmmitte. Die U-21-Fußball-Europameisterschaft in der Türkei nutzten am 16. November 1976 seine Mannschaftskameraden Norbert Nachtweih und Jürgen Pahl um in die Bundesrepublik auszureisen. Sachse war nach dem Spiel gegen das türkische Team in Bursa mit beiden in einem Hotelzimmer untergebracht. Für die DDR-Sportfunktionäre war er damit aus politischen Gründen in einem Fußballclub wie dem FCK nicht mehr akzeptabel. Am 11. Mai 1977 meldete die DDR-Sportzeitung Deutsches Sportecho, dass Bernd Sachse „wegen nicht sportgerechter Lebensweise“ aus dem FC Karl-Marx-Stadt ausgeschlossen worden sei. Sein letztes Oberligaspiel hatte er mit der Begegnung FCK – Stahl Riesa (0:1) am 26. März 1977 bestritten. Damit war er innerhalb von vier Jahren auf 69 Oberligaspiele gekommen, in denen er 14 Tore erzielte.
Sachse kehrte zu seiner alten Sportgemeinschaft Fortschritt Krumhermersdorf zurück. Mit ihr stieg er jeweils 1980, 1983 und 1989 in die zweitklassige DDR-Liga auf. In der Spielzeit 1980/81 wurde er mit 19 Treffern Torschützenkönig der DDR-Liga, 1983/84 schoss er in der Liga-Staffel D mit 16 Toren die meisten Treffer. Ab 1983 war Sachse Mannschaftskapitän.